# Børneeksem
 Der er for få eller ingen kildehenvisninger i denne artikel, hvilket er et problem. Du kan hjælpe ved at angive troværdige kilder til de påstande, som fremføres i artiklen.

 Denne artikel bør gennemlæses af en person med fagkendskab for at sikre den faglige korrekthed.

Børneeksem, også kaldet atopisk dermatitis eller atopisk eksem er en inflammatorisk hudsygdom karakteriseret af kløe og eksem typisk lokaliseret i ansigtet og omkring bøjefurerne ved albue og knæ. Hudsygdommen er blandt de hyppigste i Danmark. Når sygdommen er i udbrud, klør huden, hvorefter den begynder at væske, før der dannes blister. For at reducere antallet af udbrud er det vigtigt, at man undgår kontakt med allergener. Sygdommen giver vedvarende og tilbagevendende kløe i forskellige stadier. Lidelsen skyldes bl.a. kroppens manglende naturlige evne til at nedbryde bakterier og danne fedt til huden.

## Symptomer
Når en person med atopisk dermatitis får et eksemudbrud er symptomerne i det akutte stadie kløe, rødme, og tørhed. Senere bliver eksemet væskende og i det kroniske stadie ses tør fissurering og lichenisering.
Eksemen viser sig primært i hudfolder som fx armhuler og knæhaser samt på håndled og ankler.
Men kan også opleves i bleregionen hos de mindre børn, hovedbund, bag ørerne.
Det er ofte det kolde vejr om vinteren, der får symptomerne til at være tydelige. En eksemplaget hud har svært ved de kolde temperaturer.

## Behandling
Hvis man lider af eller har et barn, der lider af børneeksem, er den daglige tilførsel af fugt og fedt meget vigtig. Det kan man gøre ved at smøre sig godt ind i fedt-cremer. Vær opmærksom på, at cremerne ikke indeholder bl.a. parfume. Der er mange cremer, der er velegnede til formålet, og de fleste forhandles på apoteket. Desuden bør man købe vaskemidler uden sæbe.
Når udbrud og udslæt er slemme kan man behandle eksemen med en såkaldt hormoncreme eller steroidcreme (lokalsteroid kombineret med antimikrobielt middel eller systemisk antibiotika efter resistensbestemmelse), som fås via recept fra den praktisrende læge eller en hudlæge (dermatolog). Disse cremer har tendens til at udtørre huden, så der skal man supplere op med en creme, der giver fugt og fedt til den tørre hud. 